# ستومانتسیته
ستومانتسیته (به بلغاری: Stomanetsite) یک منطقهٔ مسکونی در بلغارستان است که در شهرستان گابروو واقع شده‌است.